# Esin Turan
Esin Turan (Konya, 1970) es una pintora y escultora turca que reside en Viena. Turan siempre centra su trabajo en la superación de los estereotipos occidentales del Mundo Islámico.

## Datos biográficos
Esin Turan completó sus estudios en el Departamento de Escultura de la Facultad de Artes de la Universidad de Hacettepe , egresando en el año 1992, continuando sus estudios en la Academia de Bellas Artes de Viena con el profesor Bruno Gironcoli. Vive y trabaja en Viena, y está involucrada en numerosos proyectos iniciados por el Ayuntamiento de Viena y la Unión Europea con el propósito de reunir a jóvenes de diferentes culturas trabajando juntos en proyectos de arte.
Sus obras se centran en el concepto de la feminidad en las reflexiones sobre la sociedad, la sexualidad, temas de actualidad y su conexión interna con el pasado y los efectos del tiempo y el espacio, el desarrollo de su propia marca artística única en diversos modos de expresión. 
Sus obras han sido adquiridas por el Ministerio Austriaco de Educación, Ciencias y Artes, por la ciudad de Viena, y varios coleccionistas privados y se han exhibido en Turquía, Austria, Alemania, España, Estados Unidos y Japón.

## Selección de exposiciones
- 1998, Galería Celeste, de Viena
- 1999, Galería Aai, de Viena
- 2001, Galería Siebenstern, Viena
- 2002, Exposición en la oficina del abogado Gabriel Lansky, Viena

Galería Elektra de Málaga, España
Exposición en el aeropuerto de Málaga, España
- 2004, Instituto de Cultura de Austria, Estambul
- 2009, Gartenstudio, Berlín
- 2009, Foro Cultural de Austria, Nueva York